# Episodi di Cin cin (prima stagione)
La prima stagione della serie televisiva Cin cin è andata in onda negli USA dal 30 settembre 1982 al 31 marzo 1983 sul canale NBC.
Raggiunse soltanto il 74º posto nella classifica degli ascolti secondo il Nielsen Rating.
| nº | Titolo originale                   | Titolo italiano                 | Prima TV USA      | Prima TV Italia |
| -- | ---------------------------------- | ------------------------------- | ----------------- | --------------- |
| 1  | Give Me a Ring Sometime            | La nuova cameriera              | 30 settembre 1982 |                 |
| 2  | Sam's Women                        | Le donne di Sam                 | 7 ottobre 1982    |                 |
| 3  | The Tortelli Tort                  | L'ira funesta della prode Carla | 14 ottobre 1982   |                 |
| 4  | Sam at Eleven                      | Intervista Sam                  | 21 ottobre 1982   |                 |
| 5  | Coach's Daughter                   | La figlia dell'allenatore       | 28 ottobre 1982   |                 |
| 6  | Any Friend of Diane's              | Le amiche di Diane              | 4 novembre 1982   |                 |
| 7  | Friends, Romans, Accountants       | Amici, romani e ragionieri      | 11 novembre 1982  |                 |
| 8  | Truce or Consequences              | Tregua o conseguenze            | 18 novembre 1982  |                 |
| 9  | Coach Returns to Action            | L'allenatore ritorna in azione  | 25 novembre 1982  |                 |
| 10 | Endless Slumper                    | Senza fine                      | 2 dicembre 1982   |                 |
| 11 | One for the Book                   | Uno per libro                   | 9 dicembre 1982   |                 |
| 12 | The Spy Who Came in for a Cold One | Una spia al bar                 | 16 dicembre 1982  |                 |
| 13 | Now Pitching, Sam Malone           | Il turno di Sam Malone          | 6 gennaio 1983    |                 |
| 14 | Let Me Count the Ways              | Diane e la gatta                | 13 gennaio 1983   |                 |
| 15 | Father Knows Last                  | Il padre è l'ultimo a sapere    | 20 gennaio 1983   |                 |
| 16 | The Boys in the Bar                | I ragazzi del bar               | 27 gennaio 1983   |                 |
| 17 | Diane's Perfect Date               | L'incontro perfetto per Diane   | 10 febbraio 1983  |                 |
| 18 | No Contest                         | Nessuna petizione               | 17 febbraio 1983  |                 |
| 19 | Pick a Con... Any Con              | Prendine uno qualsiasi          | 24 febbraio 1983  |                 |
| 20 | Someone Single, Someone Blue       | Qualcuno single, qualcuno blu   | 3 marzo 1983      |                 |
| 21 | Showdown, Part 1                   | La resa dei conti (parte 1)     | 24 marzo 1983     |                 |
| 22 | Showdown, Part 2                   | La resa dei conti (parte 2)     | 31 marzo 1983     |                 |